# Talaititama Talaiti
Talaititama Talaiti, né le 15 janvier 1967, est un homme politique niuéen.

## Biographie
Il est élu député du village de Vaiea au Parlement de Niué aux élections législatives de 1993. Seul candidat dans cette circonscription, il y succède à son père Talaiti Talaiti, doyen de l'assemblée et qui a pris sa retraite de la vie politique. À l'âge de 25 ans, Talaititama Talaiti est, à l'inverse, le benjamin du Parlement,. Il siège sur les bancs de la majorité parlementaire du gouvernement de Frank Lui. Il est reconduit sans adversaire aux élections de 1996, puis systématiquement réélu, le plus récemment aux élections de 2023 où il est à nouveau le seul candidat dans sa circonscription.
Durant la législature 2014-2017, il est ministre adjoint aux Infrastructures dans le gouvernement de Toke Talagi, secondant le ministre Dalton Tagelagi. De 2017 à 2020 il est l'adjoint du ministre Billy Talagi, ministre des Services sociaux (justice, santé, éducation...), toujours dans le gouvernement de Toke Talagi. 
Tireur sportif amateur, il participe aux épreuves de double trap aux Jeux du Commonwealth de 2006 à Melbourne, et de 2010 à Delhi, sans y remporter de médaille. Pressenti pour prendre part à la délégation niuéenne aux Jeux de 2018, il cède sa place à un proche, Toutu Talaiti.
Il est par ailleurs le diacre de l'église du village de Vaiea, relevant de l'Église chrétienne congrégationaliste de Niue à laquelle appartiennent la plupart des Niuéens. 